# رونالدو ايسكوبار
رونالدو ايسكوبار (بالإسبانية: Rolando Escobar) (24 أكتوبر 1981 ببنما في بنما - ) هو لاعب كرة قدم بنمي في مركز الوسط. شارك مع منتخب بنما لكرة القدم. أما مع النوادي، فقد لعب مع ديبورتيفو تاشيرا ونادي دالاس ونادي كاراكاس وديبورتيفو لارا وDeportivo Anzoátegui S.C. ‏ وSan Francisco F.C. ‏ وClub Deportivo Universitario ‏ وسبورتينغ سان ميغيليتو وAtlético Nacional (Panama) ‏ ونادي تاورو ‏.

## وصلات خارجية
- رونالدو ايسكوبار على موقع الاتحاد الدولي (مؤرشف)  (الإنجليزية)
- رونالدو ايسكوبار على موقع الدوري الأمريكي (الإنجليزية)
- رونالدو ايسكوبار على موقع قاعدة بيانات كرة القدم.إي يو (الإنجليزية)
- رونالدو ايسكوبار على موقع ناشيونال فوتبول تيمز (الإنجليزية)
- رونالدو ايسكوبار على موقع Soccerway.com (الإنجليزية)
- رونالدو ايسكوبار على موقع AS.com (الإسبانية)